# Hyalodiscaceae
Famille
Les Hyalodiscaceae sont une famille d'algues de l'embranchement des Bacillariophyta (Diatomées), de la classe des Coscinodiscophyceae et de l’ordre des Melosirales.

## Étymologie
Le nom de la famille vient du genre type Hyalodiscus, composé du préfixe hyal (du grec ὑάλεος / yáleos, « transparent comme du verre »), et du suffixe discus (du grec δισκος / diskos, disque), en référence à l'aspect de la diatomée qui se présente sous la forme d'un disque entouré d'un endochrome transparent.

## Liste des genres
Selon AlgaeBase (21 juillet 2022) :
- Hyalodiscus Ehrenberg, 1845
- Hyalopoda Strelnikova, 1998
- Margaritum H.Moreira Filho, 1968
- Podosira Ehrenberg, 1840

## Systématique
Le nom correct complet (avec auteur) de ce taxon est Hyalodiscaceae R.M.Crawford, 1990.

## Publication originale
- Round, F.E., Crawford, R.M. & Mann, D.G. (1990). The diatoms biology and morphology of the genera.  pp. [i-ix], 1-747. Cambridge: Cambridge University Press.